# Сапега, Казимир Леон (1697—1738)
Казимир Леон Сапега (пол. Kazimierz Leon Sapieha; 28 мая 1697 — 20 мая 1738) — государственный и военный деятель Великого княжества Литовского, генерал литовской артиллерии (1725—1738), воевода берестейский (1735—1738).

## Биография
Происходил из черейско-ружанской линии магнатского рода Сапег герба «Лис», старший сын маршалка великого литовского Александра Павла Сапеги (1672—1734) и Марии Криштины де Бетюн (1677—1721). Младшие братья — Юзеф Станислав и Михаил Антоний.
В 1725 году Казимир Леон Сапега получил чин генерала литовской артиллерии, в 1729 году был избран послом (депутатом) на сейм. В 1735 году был назначен воеводой берестейским и стал кавалером ордена Белого Орла.
В 1727 году женился на Каролине Терезе Радзивилл (1707—1765), дочери канцлера великого литовского Кароля Станислава Радзивилла (1669—1719) от брака с Анной Екатериной Сангушко (1676—1746). Дети:
- Александр Михаил Сапега (1730—1793), обозный великий литовский (1748), подскарбий надворный литовский (1750), воевода полоцкий (1753), гетман польный литовский (1762), канцлер великий литовский (1775)
- Михаил Ксаверий Сапега (1735—1766), генерал-майор литовских войск (1750), кравчий великий литовский (1759)
- Анна Сапега (1728—1800), жена с 1750 года воеводы брацлавского, князя Яна Каетана Яблоновского (1699—1764).

В 1740 году Каролина Тереза Радзивилл вторично вышла замуж за воеводу новогрудского, князя Юзефа Александра Яблоновского (1711—1777).